# گمینا ستارا بووتنگتسا
گمینا ستارا بووتنگتسا (به لهستانی:  Gmina Stara Błotnica) یک گمینا در لهستان است که در شهرستان بیاووبژگی واقع شده‌است. گمینا ستارا بووتنگتسا ۹۶٫۲۴ کیلومتر مربع مساحت و ۵٬۲۵۲ نفر جمعیت دارد.